# Clod'aria
Clod'aria est le nom de plume de Suzanne Humbert-Droz, née le 19 septembre 1916 à Paris et morte le 12 mai 2015, à Fontenay-le-Comte,. Elle a vécu sa vie à L'Orbrie, en Vendée. Elle a été institutrice et a publié une trentaine de recueils de poésie ainsi que plusieurs récits en prose. Son style, d'une grande concision, est particulièrement efficace dans ses ouvrages poétiques où elle propose un regard lucide et ironique sur la vie et sur les humains.

## Parcours
Elle a raconté son enfance et sa vie d'enseignante dans Une instit' pas ordinaire, Geste Éditions, 2001.
On trouve ses textes dans de nombreuses anthologies.